# لوسي فونكوفا
لوسي فونكوفا (بالغة التشيكية : Lucie Voňková ) هي لاعبة كرة قدم تيشيكية، وُلدت في الثامن والعشرين من شهر فبراير ( شُباط ) عام 1992 في تبليتسه في التشيك .

## مسيرتها الكروية

### الأندية
كانت بدايات لوسي فونكوفا في نادي نادي تيبليتسه الواقع في مدينة تبليتسه أينما وُلدت .، وفي عمر الرابعة عشر انتقلت إلى
سلافيا براغ للسيدات والذي لعبت فيه مائة مباراة تقريبًا قبل انتقالها إلى نادي أيه سي سبترا براج (AC Sparta Prag) في موسم 2012 /2013 حيث أحرزت ثمانية عشر هدفًا في أربعة وعشرين مباراة دوري وكذلك ساعدت المنتخب الوطني في الحصول على اللقب والفوز بالكأس . في موسم 2013/ 2014 انتقلت فونكوفا إلى اف تسه اع 2001 دويسبوج (FCR 2001 Duisburg)النادي الألماني الاعب في الدوري الألماني (البوندسليجا )و في الثامن من ديسمبر (كانون الأول) عام 2013 ظهرت لوسي أول مره معه في مباراة ضد نادي بايا 04 ليفاكوسن (Bayer 04 Leverkusen) و التي انتهت بالخسارة لثلاثة أهداف لصاح النادي الأخر مقابل لا شيء .
بعد موسم 2014/2015 غادرت نادي ام اس فو دويسبوج (MSV Duisburg) وانتقلت إلى نادي اف اف أو اس فو ينا (FF USV Jena) والذي مضت معه العقد حتى الثلاثين من يونيو (حزيران) لعام 2017.
في موسم 2017/2018 انتقلت إلى نادي بايرن ميونخ للسيدات حيث وقعت عقدًا يمتد حتى الثلاثين من يونيو (حزيران) لعام 2019 . و ظهرت لأول مرة مع البايرن (أول يوم لعب لها) في الثاني من سبتمبر (أيلول) لعام 2017 خلال مباراة ضد نادي اس جيه اس اسن ( SGS Essen ) و التي انتهت بالفوز لصالح البايرن بثلاثة أهداف مقابل لا شيء للفريق الأخر حيث سجلت هدفها الأول في الدقيقة الثانية والستين وكان هذا هو الهدف الثاني للبايرن .

### المنتخب الوطني

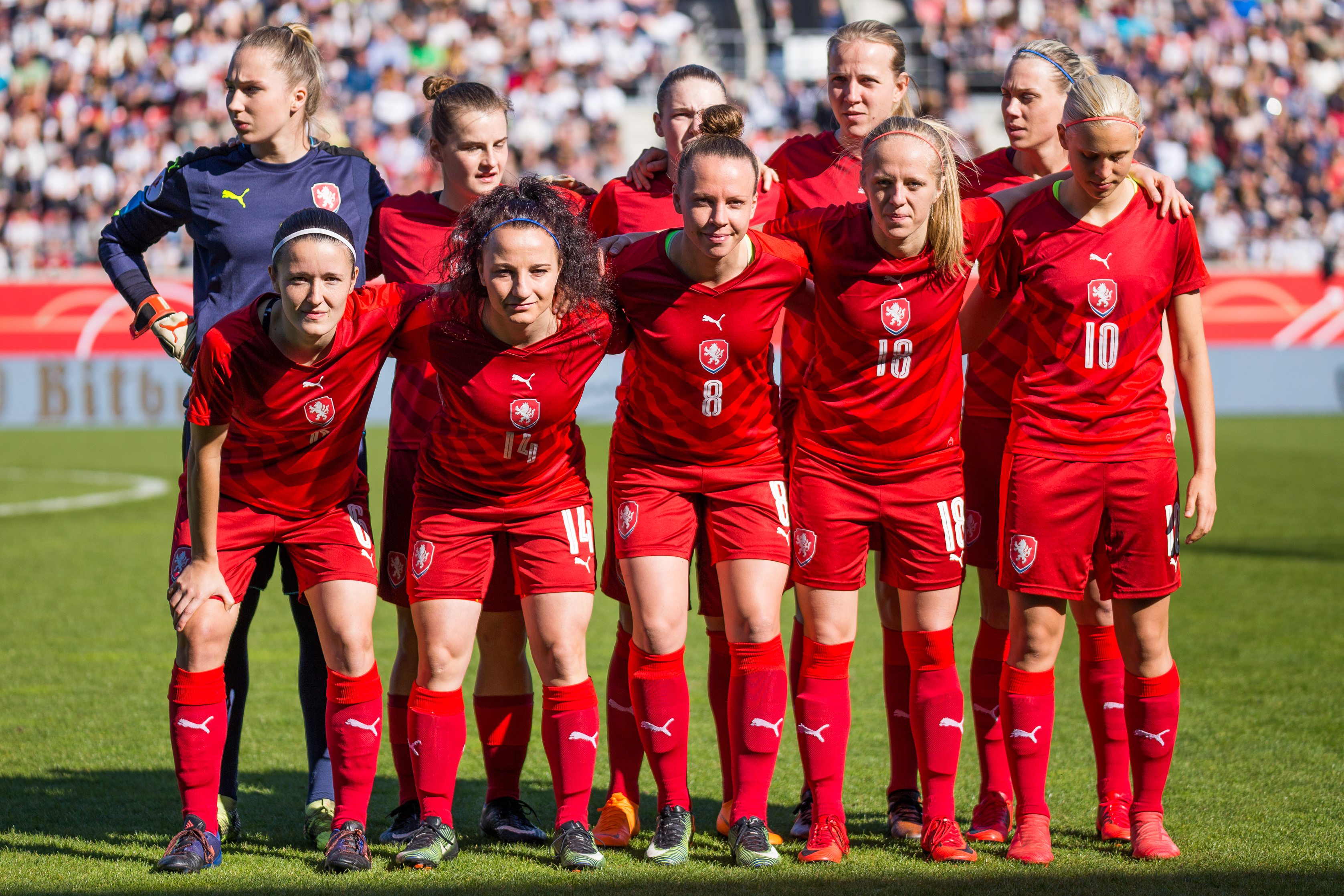
لوسي مع المنتخب التشيكي قبل مواجهة منتخب ألمانيا

لعبت لوسي فونكوفا للمرة الأولى في منتخب التشيك الوطني في الحادي والثلاثين من شهر مايو (أيار) في عام 2009 في ناخود خلال مباراة ضد منتخب بولندا والتي انتهت بالخسارة بنتيجة هدفين لصالح منتخب بولندا مقابل لا شيء لمنتخب التشيك .وفي السادس و العشرين من شهر نوفمبر ( تشرين الثاني ) لعام 2010 أحرزت أول هدف وطني لها في مباراة ضد منتخب المجر حيث سجلت هدفها في الدقيقة التاسعة والسبعين وكان الهدف الرابع للمنتخب مقابل هدفين لصاح المجر و انتهت المباراة بفوز التشيك على المجر بأربعة أهداف مقابل هدفين .

## نجاحتها
- بطولة التشيك لعام 2013 (أثناء لعبها في نادي AC Sparta Prag)
- بطولة كأس التشيك لكرة قدم السيدات لعام 2013 (أثناء لعبها في نادي AC Sparta Prag)

## وصلات خارجية
- صفحة Lucie Voňková على موقع weltfussball (بالغة الألمانية)
- Lucie Voňková in der Datenbank von fussballdaten.de (بالغة الألمانية )
- صفحة Lucie Voňková على موقع soccerdonna (يالغة الألمانية)
- Länderspielbilanz von Lucie Voňková auf fotbal.cz (بالغة التشيكية)

## روابط خارجية
- لوسي فونكوفا على موقع الاتحاد الأوربي (الإنجليزية)
- لوسي فونكوفا على موقع الاتحاد التشيكي (الإنجليزية)
- لوسي فونكوفا على موقع قاعدة بيانات كرة القدم.إي يو (الإنجليزية)
- لوسي فونكوفا على موقع بيانات كرة القدم. دي إي (الألمانية)
- لوسي فونكوفا على موقع Soccerway.com (الإنجليزية)
- لوسي فونكوفا على موقع عالم كرة القدم.نت (الإنجليزية)